# Кремер, Фриц (скульптор)
Фриц Кре́мер (нем. Fritz Cremer; 22 октября 1906[…], Арнсберг — 1 сентября 1993[…], Берлин) — немецкий скульптор, график и иллюстратор, профессор. Вице-президент Академии искусств ГДР (1974—1983). Антифашист, член движения Сопротивления в годы Второй мировой войны, член организации «Красная капелла». Академик Академии искусств ГДР (1951; член-корреспондент 1950). Герой труда ГДР (1976). Лауреат трёх Национальных премий ГДР (1952, 1958, 1972). Почетный член Академии художеств СССР (1967; лишен членства в 1974 году).

## Биография

### Семья
Фриц Кремер родился 22 октября 1906 года в Арнсберге, в Зауэрланде, в Германской империи. После смерти отца, декоратора Альберта Кремера, мать, Кристина Кремер, оставшись вдовой с двумя детьми, Фрицем и Эмми, переехала в Реллингхаузен. В 1911 году она переехала в Эссен, где вышла замуж во второй раз за учителя.
В 1930 году Фриц Кремер сошелся с австрийской танцовщицей Анной Бергер, позднее ставшей, как и он, членом движения Сопротивления. В 1942 году она привлекалась гестапо по делу группы Курта Шумахера из организации «Красная капелла». Через два года ей удалось бежать из-под ареста, и до конца войны Анна Бергер нелегально проживала в Штирии, в Австрии.
В 1950 году в Берлине Фриц Кремер женился на художнице по керамике, Кристе фон Камап (1921—2010), бывшей жене скульптора Вальдемара Гржимека.

### Участие в движении Сопротивления
Окончив гимназию, Фриц Кремер с 1921 по 1925 год обучался церковной скульптуре в Эссене. Во время работы учеником каменщика он сделал несколько копий работ скульптора Вилла Ламмерта и прослушал курс по пластике в Академии Фолькванга в Эссене. В 1929 году вступил в Коммунистическую партию Германии и поступил в Единую государственную школу свободного и прикладного искусства в Шарлоттенбурге, в мастерскую скульптора Вильгельма Герстеля (1879—1963), где обучался с 1934 по 1938 год. В это время он делил студию с другим скульптором, Куртом Шумахером. Здесь Фриц Кремер создал свои первые гравюры, посвящённые критике социальной несправедливости. В 1934 году он отправился в Париж. Во время поездки в Лондон познакомился с Бертольтом Брехтом и Хеленой Вайгель, которые посоветовали ему работать в Германии. После учёбы в 1937—1938 году в Немецкой академии в Риме он получил степень магистра в Прусской академии искусств. Фриц Кремер имел тесные контакты с группой Курта Шумахера и Вальтера Кюхенмайстера, входившей в состав организации «Красная капелла».
С 1940 по 1944 год служил в войсках вермахта на Балканах и на острове Крит. К этому времени относится скульптура «Солдатская мать» (1942), пополнившая более раннюю серию «Матери» и выражающая «боль за великое горе, постигшее Германию».

### Послевоенная деятельность
После возвращения в Германию в 1946 году, вступил в Социалистическую единую партию Германии и стал профессором и заведующим кафедрой скульптуры Академии прикладных искусств в Вене. В 1950 году переехал в ГДР и принял руководство студией в Академии художеств в Берлине, в которой с 1974 по 1983 год был вице-президентом. Совершил командировки в СССР, Китай и Египет.
В 1951—1952 годах принял участие в организованном Союзом жертв нацистского режима конкурсе на проект памятника — воплощения так называемой бухенвальдской клятвы. Выиграв конкурс с первым вариантом проекта, Кремер продолжал перерабатывать концепцию скульптурно-архитектурного ансамбля с учётом критики в прессе, уделявшей значительное внимание его работе. Работа над окончательным третьим вариантом памятника продолжалась до 1958 года.
В 1976 году Фриц Кремер подписал протест против изгнания Вольфа Бирмана из ГДР, спустя несколько дней отозвал свою подпись.
В 1956 году, вместе со своим учеником Герхардом Тиме, он снял посмертную маску с Бертольта Брехта, которому в 1988 году в Берлине поставили памятник работы Кремера. Им были созданы многочисленные рисунки, литографии и бюсты.
Фриц Кремер умер 1 сентября 1993 года в Берлине, в Германии. Его могила находится на кладбище Панков III в берлинском Панкове.

## Наследие

### Скульптуры и бюсты[12]
| Год       | 'Название | Прочее                                                                                            |
| --------- | --- | ------------------------------------------------------------------------------------------------- |
| 1936      | «Плакальщицы» (нем. Trauernde Frauen (Gestapo))                                                              | рельеф                                                                                            |
| 1936-1937 | «Автопортерт. Умирающий воин» (нем. Selbstbildnis als sterbender Krieger)                                    | бюст                                                                                              |
| 1939      | «Матери» (нем. Mütter)                                                                                       | скульптурная группа                                                                               |
| 1947      | «Борцам за свободу» (нем. Freiheitskämpfer)                                                                  | скульптура                                                                                        |
| 1946-1948 | Памятник на Центральном кладбище в Вене (нем. Denkmal auf dem Zentralfriedhof in Wien)                       |                                                                                                   |
| 1949      | Мемориал в концлагере Эбензее (нем. Gedenkstein für das KZ Ebensee)                                          |                                                                                                   |
| 1950-1953 | Мемориал жертвам нацизма в Книттельфельде (Австрия) (нем. Denkmal für die NS-Opfer Knittelfeld (Österreich)) |                                                                                                   |
| 1950      | «Большая Ева» (нем. Große Eva)                                                                               | обнаженная фигура                                                                                 |
| 1951      | «Мать Земля» (нем. "Mutter Erde")                                                                            | сидящая фигура в главном зале крематория в Берлин-Баумшуленвег                                    |
| 1951-1952 | «Памятник Марксу-Энгельсу» (нем. Marx-Engels-Denkmal)                                                        | пластиковая конструкция для памятника в Берлине (не выполнено)                                    |
| 1952-1958 | Фигуры для мемориала в концлагере Бухенвальд (нем. Figurengruppe für das KZ Buchenwald)                      | скульптурная группа                                                                               |
| 1958-1965 | Фигуры для мемориала в концлагере Равенсбрюк (нем. Figurengruppe für das KZ Ravensbrück)                     | скульптурная группа                                                                               |
| 1960-1967 | «О, Германия, бедная мать» (нем. O Deutschland, bleiche Mutter)                                              | памятник в концлагере Маутхаузен                                                                  |
| 1964      | «Ханс Эйслер» (нем. Hanns Eisler)                                                                            | бронзовый бюст                                                                                    |
| 1964-1965 | «Восстание» (нем. Aufsteigender)                                                                             | памятник, посвященный народам, борющимся за свою свободу, в парке у штаб-квартиры ООН в Нью-Йорке |
| 1967-1968 | Мемориал Гражданской войны в Испании (нем. Spanienkämpfer) в парке Фридрихсхайн в Берлине                    | памятник, посвященный немецкой бригаде антифашистов                                               |
| 1967-1968 | «Восстание III» (нем. Aufsteigender III)                                                                     |                                                                                                   |
| 1968      | Памятник Карлу Марксу (Франкфурт-на-Одере) (нем. Karl-Marx-Denkmal (Frankfurt (Oder)))                       |                                                                                                   |
| 1969-1972 | «И все таки она вертится!» (нем. Und sie bewegt sich doch!)                                                  | памятник Галилео Галилею в «Штадтхалле» Хемница                                                   |
| 1972      | «Великие любовники» (нем. Großes Liebespaar)                                                                 |                                                                                                   |
| 1972      | Памятник 50-ти летию Октябрьской революции (нем. Denkmal "50 Jahre Oktoberrevolution)                        | дизайн памятника                                                                                  |
| 1978      | «Восстание I» (нем. Auferstehender I)                                                                        |                                                                                                   |
| 1979      | «Пловчиха» (нем. Die Schwimmerin)                                                                            |                                                                                                   |
| 1982—1985 | «Восстание II» (нем. Auferstehender II)                                                                      | установлена в Берлине на Клостерштрассе, у руинированного монастыря                               |
| 1986—1989 | Памятник Бертольту Брехту (нем. Denkmal für Bertolt Brecht)                                                  | мемориал Бертольта Брехта в Берлине на Бертольт-Брехт-Плац (у театра «Берлинер ансамбль»)         |
| 1991      | Карл Маркс (нем. 'Karl Marx)                                                                                 |                                                                                                   |

### Рисунки и литографии[7]
- «Больше никогда» (нем. Nie wieder, 1956)
- «Вальпургиева ночь» (нем. Walpursgisnacht, 1962)
- «Автопортрет» (нем. Selbstbildnis, 1962)
- «Меловый круг» (нем. Kreidekreis, 1963)
- «Читающий рабочий» (нем. Fragen eines lesenden Arbeiters, 1966)
- «Хватит распинать!» (нем. Genug gekreuzigt!, 1979)
- «Мать Коппи и другие, и все!» (нем. Mutter Coppi und die Anderen, Alle!, 1986)
- «Фриц Кремер. Литографии 1955—1988 годов» (нем. Fritz Cremer Lithographien 1955-88, 1989)

### Иллюстрации
- Fritz Cremer: Buchenwald. Studien von Fritz Cremer. Verlag der Nation, Berlin 1959
- Fritz Cremer: Für Mutter Coppi und die Anderen, Alle — graphische Folge. Henschelverlag Kunst und Gesellschaft, Berlin 1986

### Выставки[16]
- 1951: Берлин, групповая выставка в Академии художеств
- 1956: Берлин, групповая выставка в 50-ю годовщину основания Национальной галереи
- 1959: Каир и Александрия, групповая выставка
- 1960: Шверин, Грайфсвальд, Штральзунд, Деммин, Айзенах и Магдебург
- 1966: Будапешт, Берлин и Галле
- 1967: Копенгаген, Росток и Эрфурт
- 1968: Берлин
- 1970: Осло, Копенгаген и Бонн
- 1973: Будапешт
- 1976: Варшава
- 1976: Берлин (Старый музей)
- 1977: София и Москва
- 1980: Дуйсбург (Музей Вильгельма Лембрука)
- 1982: Бремен
- 1984: Берлин (Пергамонмузеум)
- 1987: Стокгольм
- 1991: Арнсберг (Музей Зауэрланда)
- 1996: Арнсберг
- 2000: Замок Оберхаузен
- 2007: Арнсберг
- 2009: Франкфурт-на-Майне и Лейпциг (Галерея Швинд)
- 2011: Франкфурт-на-Майне (Галерея Швинд)

### Награды[16]
- 1952: Национальная премия ГДР II степени и лауреат премии Франца Франика
- 1958: Национальная премия ГДР I степени
- 1961: Художественная премия FDGB
- 1965: Орден «За заслуги перед Отечеством» в золоте
- 1967 год: почетный член Академии художеств СССР
- 1972: Премия Гёте города Берлина
- 1972: Национальная премия ГДР I степени (за вклад в искусство)
- 1974: Орден Карла Маркса
- 1976: Герой труда ГДР
- 1978: Орден Знамени Венгерской Народной Республики
- 1981: Премия Роланда города Бремена
- 1981: Почётная пряжка в золоте к ордену «За заслуги перед Отечеством»

### Галерея

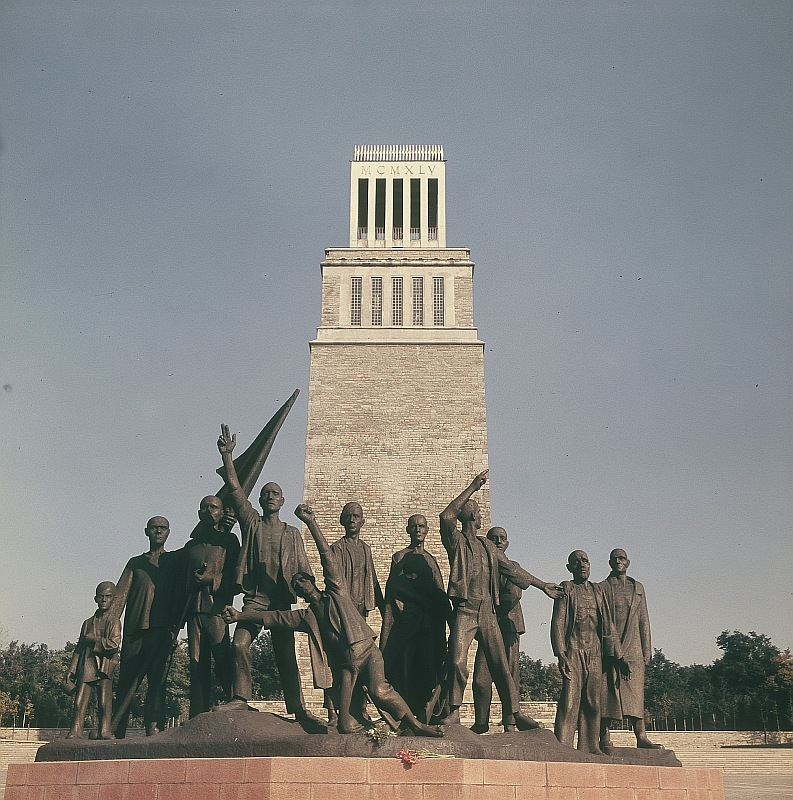
Мемориал в Бухенвальде

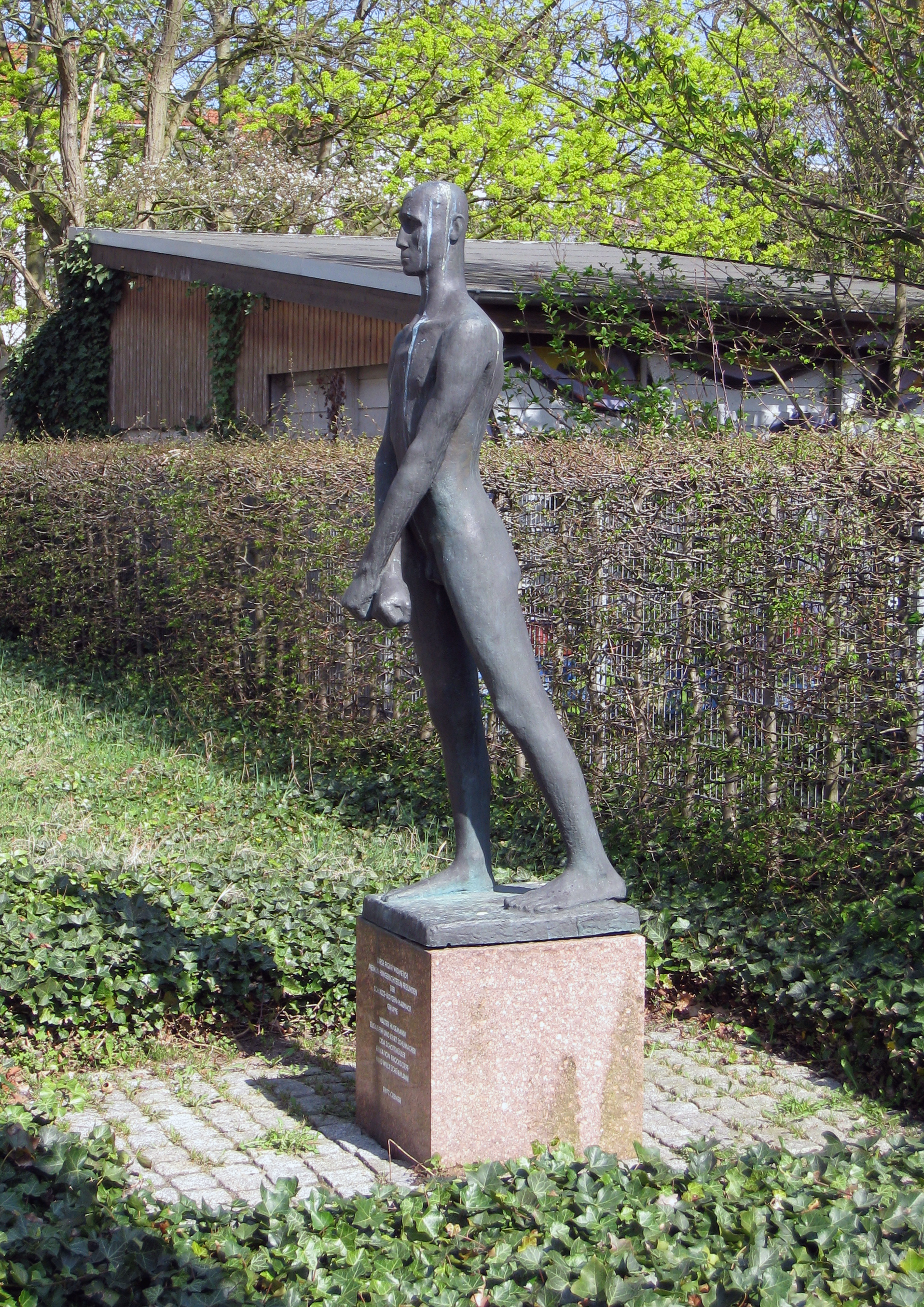
«Борцам за свободу» (1947) в Бремене
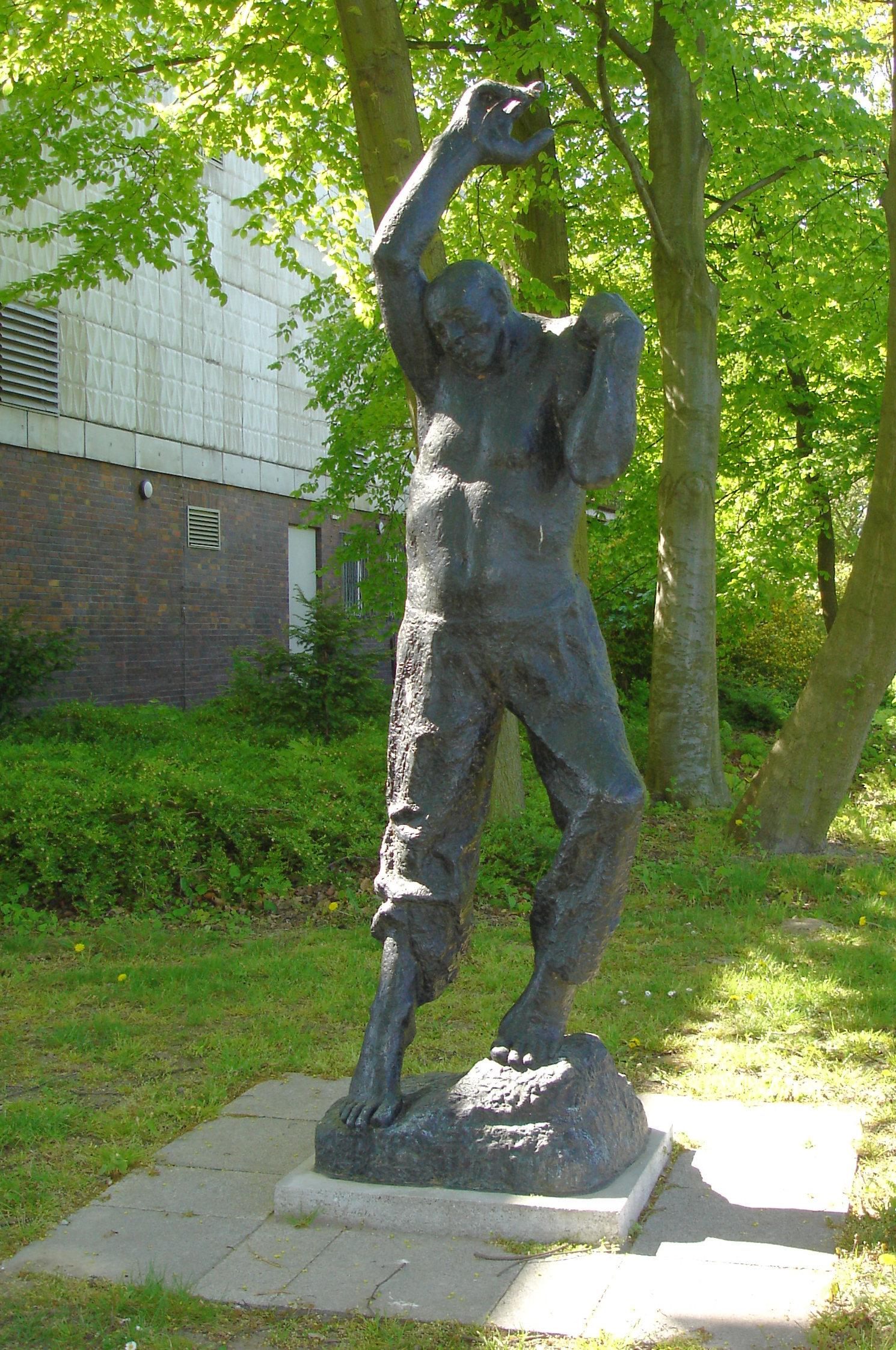
«Восстание» (1966—1967) в Ростоке
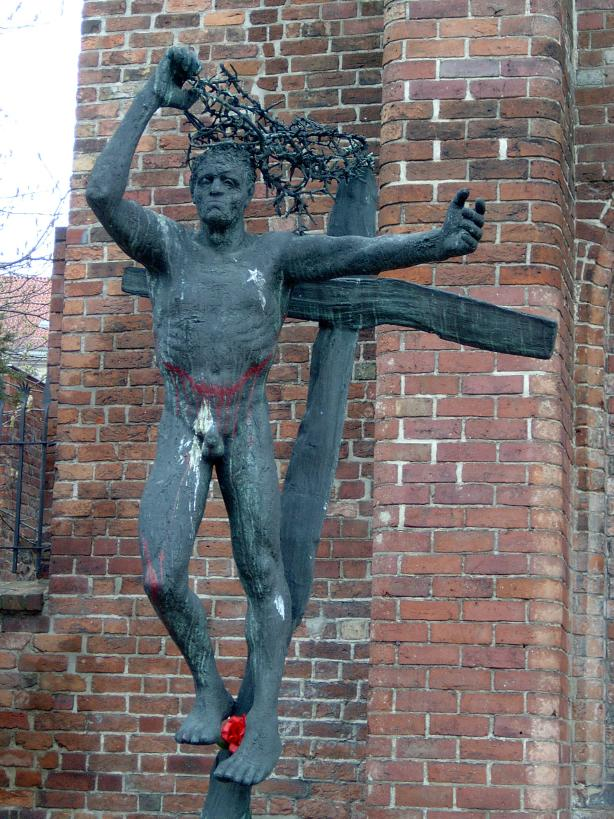
«Восстание»
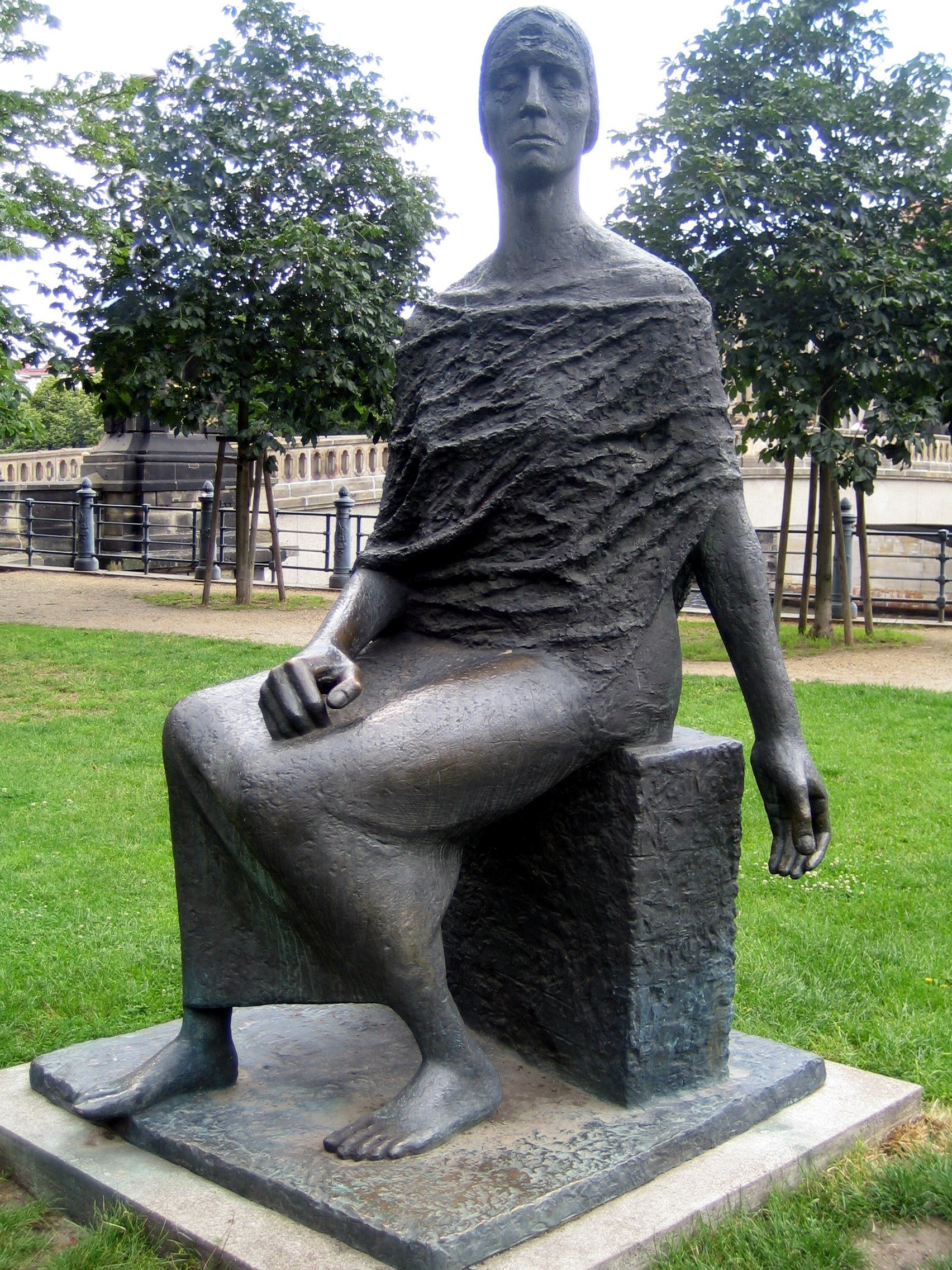
«О, Германия, бедная мать» (1960—1967)
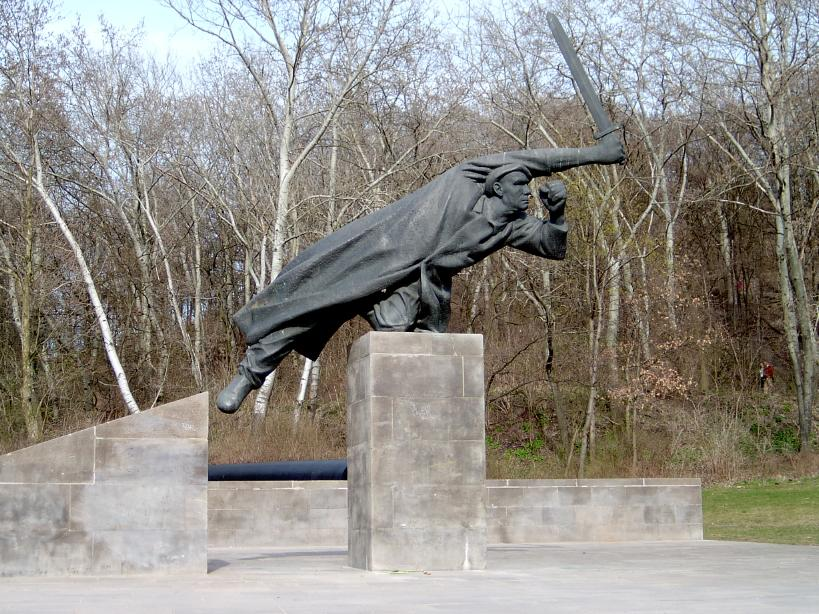
Памятник немецким антифашистам, участникам Гражданской войны в Испании (1967—1968) в Берлине
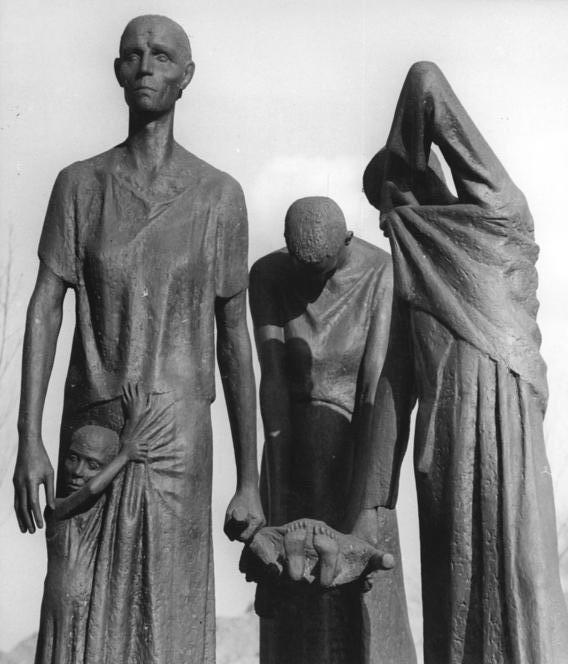
Скульптурная группа «Матери» из мемориала в Равенсбрюке[нем.] (1965)
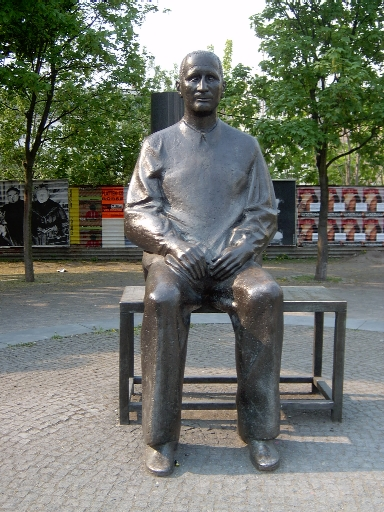
Памятник Бертольту Брехту в Берлине
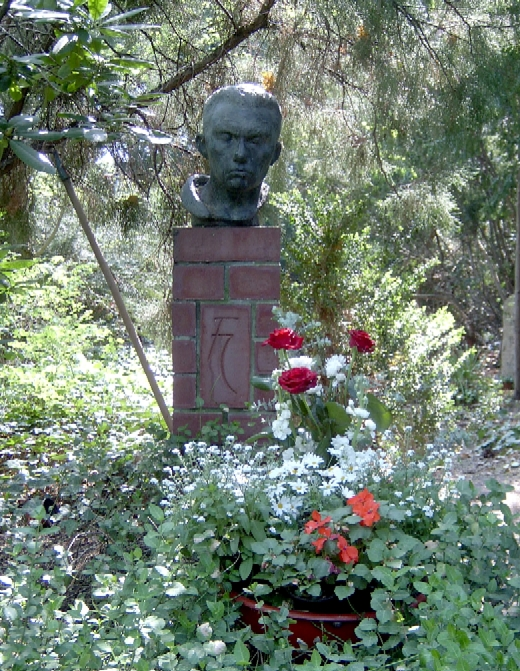
Надгробный памятник Фрица Кремера